# العلاقات الإكوادورية الإسرائيلية
العلاقات الإكوادورية الإسرائيلية هي العلاقات الثنائية التي تجمع بين الإكوادور وإسرائيل.

## مقارنة بين البلدين
هذه مقارنة عامة ومرجعية للدولتين:
| وجه المقارنة                                              | الإكوادور                      | إسرائيل                                                             |
| --------------------------------------------------------- | ------------------------------ | ------------------------------------------------------------------- |
| المساحة (كم2)                                             | 283.56 ألف                     | 20.77 ألف                                                           |
| عدد السكان (نسمة)                                         | 16.62 مليون                    | 8.89 مليون                                                          |
| الكثافة السكانية (ن./كم²)                                 | 58.61                          | 428.02                                                              |
| العاصمة                                                   | كيتو                           | القدس                                                               |
| اللغة الرسمية                                             | اللغة الإسبانية، كيشوا ‏، شوار ‏ | اللغة العبرية، اللغة العربية                                        |
| العملة                                                    | دولار أمريكي، سوكري إكوادوري   | شيكل إسرائيلي جديد، شيكل إسرائيلي قديم، جنيه فلسطيني، جنيه إسرائيلي |
| الناتج المحلي الإجمالي (بليون دولار)                      | 103.06 مليار                   | 350.85 مليار                                                        |
| الناتج المحلي الإجمالي (تعادل القوة الشرائية) بليون دولار | 185.24 مليار                   | 306.51 مليار                                                        |
| الناتج المحلي الإجمالي الاسمي للفرد دولار أمريكي          | 6.21 ألف                       | 35.73 ألف                                                           |
| الناتج المحلي الإجمالي للفرد دولار أمريكي                 | 11.37 ألف                      | 36.58 ألف                                                           |
| مؤشر التنمية البشرية                                      | 0.746                          | 0.899                                                               |
| رمز المكالمات الدولي                                      | +593                           | +972                                                                |
| رمز الإنترنت                                              | .ec                            | .il                                                                 |
| المنطقة الزمنية                                           | 00                             | توقيت إسرائيل، Israel Summer Time ‏                                  |

## مدن متوأمة
في ما يلي قائمة باتفاقيات التوأمة بين مدن إكوادورية وإسرائيلية:
- ترتبط ساليناس [الإنجليزية]‏ مع بات يام باتفاقية توأمة.
- ترتبط غواياكيل مع حيفا باتفاقية توأمة منذ 2001.

## منظمات دولية مشتركة
يشترك البلدان في عضوية مجموعة من المنظمات الدولية، منها:
| علم المنظمة | اسم المنظمة                        | تاريخ انضمام الإكوادور | تاريخ انضمام إسرائيل |
| ----------- | ---------------------------------- | ---------------------- | -------------------- |
|             | مؤسسة التنمية الدولية              | 7 نوفمبر 1961          | 22 ديسمبر 1960       |
|             | الأمم المتحدة                      | 21 ديسمبر 1945         | 11 مايو 1949         |
|             | منظمة التجارة العالمية             | ?                      | 21 أبريل 1995        |
|             | منظمة الشرطة الجنائية الدولية      | ?                      | ?                    |
|             | الاتحاد الدولي للاتصالات           | 17 أبريل 1920          | 24 يونيو 1948        |
|             | الفريق المعني برصد الأرض           | ?                      | ?                    |
|             | البنك الدولي للإنشاء والتعمير      | 28 ديسمبر 1945         | 12 يوليو 1954        |
|             | الاتحاد البريدي العالمي            | ?                      | ?                    |
|             | مؤسسة التمويل الدولية              | 20 يوليو 1956          | 26 سبتمبر 1956       |
|             | وكالة ضمان الاستثمار متعدد الأطراف | 12 أبريل 1988          | 21 مايو 1992         |
|             | يونسكو                             | 22 يناير 1947          | 16 سبتمبر 1949       |

## أعلام
هذه قائمة لبعض الشخصيات التي تربطها علاقات بالبلدين:
- رضا منصور (دبلوماسي إسرائيلي، 1965 – )

## وصلات خارجية
- موقع وزارة الخارجية الإكوادورية
- موقع وزارة الخارجية الإسرائيلية